# 縦スクロール (コンピュータゲーム)
縦スクロールゲーム（たてスクロールゲーム）は、背景が画面の上部から下部に（あるいは逆に）スクロールするタイプのコンピュータゲームであり、プレイヤーキャラクターがゲームの世界で移動しているように見せるため、トップビューまたはサイドビューの画面構成を特徴としている。アクション性の高いものは縦スクロールアクションゲームとも呼ばれる。 
連続的な縦スクロールは、ドライブなど一定の前進運動をしているように見えるように設計されている。ゲームはプレイのペースを設定し、プレイヤーは変化する環境に素早く反応しなければならない。 

## 歴史
1970年代における縦スクロールゲームの多くは、車の運転を題材としていた。最初の縦スクロールのコンピュータゲームは、1974年11月に発売されたタイトーの『スピードレース』であった。アタリの『ハイウェイ』は、その11ヶ月後となる1975年10月に発売された。その後、縦スクロール、横スクロール、さらには斜めスクロールを組み合わせた複数のドライビングゲームが急速に登場し、縦だけの区別は重要ではなくなっていった。アタリの『スーパーバグ』（1977年）と『ファイヤートラック』（1978年）は、どちらも多方向スクロールの運転が特徴である。セガの『モナコGP』（1979年）は、縦スクロールのみのレースゲームであるがカラー付きである。 
車の運転以外を題材とした初期の縦スクロールゲームの1つに、アタリの『フットボール』 (1978年) が挙げられ、スクロールすることで、フィールド全体が一度に画面に収まるのを防ぐことができる。 
スキーは初期の縦スクロールゲームでよく題材にされたテーマの一つであり、Atari 2600のローンチタイトルの1つである『ストリートレーサー』 (1977年)には、何もないプレイフィールドの下をゲートが移動し、縦スクロールのような印象を与えるスラロームゲームが含まれている。マグナボックスは1979年にゲーム機のオデッセイ2用に『アルペンスキー！』を発表した。1980年、アクティビジョンがAtari 2600で『ボブ・ホワイトヘッドのスキー』を発売したのと同じ年に、マテルはインテレビジョンのゲーム機用に『スキー』と呼ばれる別のスラロームゲームを発売した。1981年、タイトーは3つのプレイモードを備えたアーケードゲーム『アルペンスキー』を発表した。 
1980年の『クレイジー・クライマー』（日本物産、アーケード）は、プレイヤーが高層ビルの側面を登るゲームであり、サイドビューの縦スクロールゲームとしては草分け的存在である。 

### 縦スクロールシューティングゲーム
1981年にテーカンから発売されたアーケードゲーム『プレアデス』は、ステージ間の移動に縦スクロールを行い、ドッキングシーケンス中は継続してスクロールする固定のシューティングゲームである。1981年の『スペースオデッセイ』（セガ、アーケード）や『ヴァンガード』（TOSE、アーケード）には、横スクロールと縦スクロールがあり、後者の中には斜めスクロールもある。この年に発売されたのは、地上の乗り物をベースにした『ストラテジーX』（コナミ、アーケード）、『レッドクラッシュ』（テーカン、アーケード）、及び『Caverns of Mars』（Atari 8ビット・コンピュータ）の3つの純粋な縦スクロールゲームである。『Caverns of Mars』は、その年の初めに発売された水平スクロールのアーケードゲーム『スクランブル』のビジュアルスタイルとゲームシステムの一部を踏襲している。Atari 8ビット・コンピュータは、垂直方向だけでなく、水平方向の滑らかなスクロールもハードウェアでサポートしている。『Caverns of Mars』は、『Cavern Creatures』（1983年）としてApple II用にクローンされた。 
1982年、ナムコの『ゼビウス』は、空中と陸上に目標がある景色の中で戦闘機が飛行するという、その後の多くの縦スクロールシューティングゲームの雛形を確立した。同年、キャロル・ショーの『リバー・レイド』が発表され、Atari 2600用の縦スクロールシューティングゲームとして高い評価を得た。1982年には2600用に『ファンタスティック・ボヤージュ』（1966年の映画が原作）が発売されている。同様のコンセプトは、タイトーの1983年のアーケードゲーム『バイオアタック』にも採用されている。 
その後の数年間、カプコンの『バルガス』（1984年）やコナミの『ツインビー』（1985年）など、ゼビウス風の縦スクロールシューティングゲームが多数登場した。中でも、カプコンの『1942』（1984年）は、通常の定型に浮遊するパワーアップとボスキャラクターが追加された。 
タイトーの『フロントライン』（1982年）は、ほとんどが縦スクロールで、プレイヤーは敵地の奥深くまで移動しながら、銃を撃ったり、手榴弾を投げたり、戦車の中に入ったり出たりすることができる、オンフットコンバットに焦点を当てている。『戦場の狼』（1985 年） が同じような定型を実装した3年後まで、ゲームは一見ほとんど影響を与えていなかったように見え、1986年にはより比較可能な『怒（いかり）』が続いている。 

### その他のジャンル
サンテックジャパンの『里見の謎』（1996年、PlayStation）は、マップの連結が基本的に縦方向のみとなっており、プレイヤーは常にマップの下から上を目指す形でゲームが進行する「縦スクロールRPG」である。このシステムにはPMLS（プログレッシヴ・マップ・リンク・システム）という名前が付けられている。